# Beulah (Missisipi)
Beulah – miasto w Stanach Zjednoczonych, w stanie Missisipi, w hrabstwie Bolivar.